# Associated Press College Basketball Coach of the Year
L'Associated Press College Basketball Coach of the Year è un premio cestistico istituito nel 1967, conferito dalla Associated Press ad un allenatore del campionato di pallacanestro NCAA. Dal 1995 il premio viene assegnato anche agli allenatori del campionato femminile.

## Albo d'oro

### Campionato maschile
- 1967 - John Wooden,  UCLA Bruins
- 1968 - Guy Lewis,  Houston Cougars
- 1969 - John Wooden,  UCLA Bruins
- 1970 - John Wooden,  UCLA Bruins
- 1971 - Al McGuire,  Marquette G. Eagles
- 1972 - John Wooden,  UCLA Bruins
- 1973 - John Wooden,  UCLA Bruins
- 1974 - Norm Sloan,  NCSU Wolfpack
- 1975 - Bob Knight,  Indiana Hoosiers
- 1976 - Bob Knight,  Indiana Hoosiers
- 1977 - Bob Gaillard,  S. Francisco Dons
- 1978 - Eddie Sutton,  Ark. Razorbacks
- 1979 - Bill Hodges,  Ind. St. Sycamores
- 1980 - Ray Meyer,  DePaul B. Demons
- 1981 - Ralph Miller,  Oregon St. Beavers
- 1982 - Ralph Miller,  Oregon St. Beavers
- 1983 - Guy Lewis,  Houston Cougars
- 1984 - Ray Meyer,  DePaul B. Demons
- 1985 - Bill Frieder,  Michigan Wolverines
- 1986 - Eddie Sutton,  Kentucky Wildcats
- 1987 - Tom Davis,  Iowa Hawkeyes
- 1988 - John Chaney,  Temple Owls
- 1989 - Bob Knight,  Indiana Hoosiers
- 1990 - Jim Calhoun,  UConn Huskies

- 1991 - Randy Ayers,  Ohio State Buckeyes
- 1992 - Roy Williams,  Kansas Jayhawks
- 1993 - Eddie Fogler,  Vand. Commodores
- 1994 - Norm Stewart,  Missouri Tigers
- 1995 - Kelvin Sampson,  Oklahoma Sooners
- 1996 - Gene Keady,  Purdue Boilermakers
- 1997 - Clem Haskins,  Minnesota Golden Gophers
- 1998 - Tom Izzo,  MSU Spartans
- 1999 - Cliff Ellis,  Auburn Tigers
- 2000 - Larry Eustachy,  Iowa St. Cyclones
- 2001 - Matt Doherty,  N. Carol. Tar Heels
- 2002 - Ben Howland,  Pittsburgh Panthers
- 2003 - Tubby Smith,  Kentucky Wildcats
- 2004 - Phil Martelli,  St. Joseph's Hawks
- 2005 - Tubby Smith,  Kentucky Wildcats
- 2006 - Roy Williams,  N. Carol. Tar Heels
- 2007 - Tony Bennett,  Wash. St. Cougars
- 2008 - Keno Davis,  Drake Bulldogs
- 2009 - Bill Self,  Kansas Jayhawks
- 2010 - Jim Boeheim,  Syracuse Orange
- 2011 - Mike Brey,  Notre Dame F. Irish
- 2012 - Frank Haith,  Missouri Tigers
- 2013 - Jim Larrañaga,  Miami Hurricanes
- 2014 - Gregg Marshall,  WSU Shockers

- 2015 - John Calipari,  Kentucky Wildcats
- 2016 - Bill Self,  Kansas Jayhawks
- 2017 - Mark Few,  Gonzaga Bulldogs
- 2018 - Tony Bennett,  Virginia Cavaliers
- 2019 - Chris Beard,  TTU Red Raiders
- 2020 - Anthony Grant,  Dayton Flyers
- 2021 - Juwan Howard,  Michigan Wolverines
- 2022 - Tommy Lloyd,  Arizona Wildcats
- 2023 - Shaka Smart,  Marquette G. Eagles
- 2024 - Kelvin Sampson,  Houston Cougars
- 2025 -  Bruce Pearl,  Auburn Tigers e Rick Pitino,  St. John's R. Storm

### Campionato femminile
- 1995 - Geno Auriemma,  UConn Huskies
- 1996 - Angie Lee,  Iowa Hawkeyes
- 1997 - Geno Auriemma,  UConn Huskies
- 1998 - Pat Summitt,  Tenn. L. Volunteers
- 1999 - Carolyn Peck,  Purdue Boilerm.
- 2000 - Geno Auriemma,  UConn Huskies
- 2001 - Muffet McGraw,  N. Dame F. Irish
- 2002 - Brenda Oldfield,  Minnesota Gophers
- 2003 - Geno Auriemma,  UConn Huskies
- 2004 - Joe Curl,  Houston Cougars
- 2005 - Joanne P. McCallie,  MSU Spartans

- 2006 - Sylvia Hatchell,  N. Carol. Tar Heels
- 2007 - Gail Goestenkors,  Duke Blue Devils
- 2008 - Geno Auriemma,  UConn Huskies
- 2009 - Geno Auriemma,  UConn Huskies
- 2010 - Connie Yori,  UNL Cornhuskers
- 2011 - Geno Auriemma,  UConn Huskies, Katie Meier,  Miami Hurricanes e Tara VanDerveer,  Stanford Cardinal
- 2012 - Kim Mulkey,  Baylor Lady Bears
- 2013 - Muffet McGraw,  N. Dame F. Irish
- 2014 - Muffet McGraw,  N. Dame F. Irish

- 2015 - Sue Semrau,  Fl. State Seminoles
- 2016 - Geno Auriemma,  UConn Huskies
- 2017 - Geno Auriemma,  UConn Huskies
- 2018 - Muffet McGraw,  N. Dame F. Irish
- 2019 - Kim Mulkey,  Baylor Lady Bears
- 2020 - Dawn Staley,  S.C. Gamecocks
- 2021 - Brenda Frese,  Maryland Terrapins
- 2022 - Kim Mulkey,  LSU Lady Tigers
- 2023 - Teri Moren,  Indiana Hoosiers
- 2024 - Dawn Staley,  S.C. Gamecocks
- 2025 - Cori Close,  UCLA Bruins